# Vladimír Sobotka (lední hokejista)
Vladimír Sobotka (* 2. července 1987, Třebíč) je český profesionální hokejový útočník aktuálně hrající za klub HC Dynamo Pardubice.
V roce 2014 se zúčastnil svého prvního Mistrovství světa v ledním hokeji v Minsku, kde si připsal 6 bodů za dva góly a čtyři asistence.

## Hráčská kariéra
V roce 2005 byl draftován jako 106. v pořadí Bostonem Bruins. V té době hrál Sobotka ještě za pražskou Slavii. 24. listopadu 2007 si odbyl svůj debut v NHL proti New York Islanders a svůj první gól vstřelil do sítě pittsburského Tye Conklina 13. února 2008. Dne 26. června 2010 byl vyměněn do St. Louis Blues za práva na obránce Boston University Davida Warsofskyho. 6. listopadu 2010 si zapsal svůj první gól za Blues, když se trefil proti svému bývalému klubu Bostonu Bruins a překonal tak finského brankáře Tuukka Raska. Do konce sezóny si pak připsal 29 bodů v 65 zápasech. 15. června 2011 podepsal s vedením St. Louis novou smlouvu na tři roky, která mu zajistí celkový příjem 3,9 miliónu dolarů. Dne 9. března 2013 vstřelil svůj premiérový hattrick v NHL proti týmu San Jose Sharks a výrazně se tak zasloužil o výhru svého mužstva 4:3 po prodloužení. Dne 31. ledna 2014 si v utkání na ledě Caroliny Hurricanes poranil koleno a byl mimo hru téměř šest týdnů. Sobotka, který měl na olympiádě v Soči debutovat v národním mužstvu, tak přišel o svůj dosavadní vrchol kariéry.
V říjnu 2020 podepsal krátkodobý kontrakt s SC Rapperswil-Jona Lakers, jeho prioritou však zůstává návrat do NHL. Po konci ve Švýcarsku se na měsíční spolupráci dohodl s klubem HC Sparta Praha. 1. května 2021 podepsal se Spartou smlouvu na tři roky a v roce 2024 prodloužil smlouvu o další rok.

## Osobní život
S manželkou Nicole Sobotkou má 2 dcery Sofii Isabelu (nar. 2016) a Victorii Miu (nar. 2018).

## Ocenění a úspěchy
- 2004 ČHL-18 - Nejlepší nahrávač v playoff
- 2004 ČHL-18 - Nejproduktivnější hráč v playoff
- 2007 MSJ - Top tří hráčů v týmu
- 2014 MS - Top tří hráčů v týmu
- 2016 KHL - Utkání hvězd
- 2017 KHL - Utkání hvězd (Nenastoupil)

## Prvenství
- Debut v NHL - 24. listopadu 2007 (New York Islanders proti Boston Bruins)
- První asistence v NHL - 12. prosince 2007 (Atlanta Thrashers proti Boston Bruins)
- První gól v NHL - 13. února 2008 (Pittsburgh Penguins proti Boston Bruins, americkému brankáři Ty Conklin)
- První hattrick v NHL - 9. března 2013 (San Jose Sharks proti St. Louis Blues)

## Klubová statistika

### Statistiky
| Sezóna      | Klub                      | Soutěž      |     | Základní část | Základní část | Základní část | Základní část | Základní část |    | Play off | Play off | Play off | Play off | Play off |
| Sezóna      | Klub                      | Soutěž      | Z   | G             | A             | B             | TM            | Z             | G  | A        | B        | TM       |          |          |
| 2003–04     | HC Slavia Praha           | ČHL         | 1   | 0             | 0             | 0             | 0             | —             | —  | —        | —        | —        |          |          |
| 2004–05     | HC Slavia Praha           | ČHL         | 18  | 0             | 1             | 1             | 8             | —             | —  | —        | —        | —        |          |          |
| 2005–06     | HC Slavia Praha           | ČHL         | 33  | 1             | 9             | 10            | 28            | 11            | 2  | 3        | 5        | 10       |          |          |
| 2006–07     | HC Slavia Praha           | ČHL         | 33  | 7             | 6             | 13            | 38            | —             | —  | —        | —        | —        |          |          |
| 2007–08     | Providence Bruins         | AHL         | 18  | 10            | 10            | 20            | 37            | 6             | 0  | 4        | 4        | 0        |          |          |
| 2007–08     | Boston Bruins             | NHL         | 48  | 1             | 6             | 7             | 24            | 6             | 2  | 0        | 2        | 0        |          |          |
| 2008–09     | Providence Bruins         | AHL         | 44  | 20            | 24            | 44            | 83            | 14            | 2  | 11       | 13       | 43       |          |          |
| 2008–09     | Boston Bruins             | NHL         | 25  | 1             | 4             | 5             | 10            | —             | —  | —        | —        | —        |          |          |
| 2009–10     | Providence Bruins         | AHL         | 6   | 4             | 6             | 10            | 4             | —             | —  | —        | —        | —        |          |          |
| 2009–10     | Boston Bruins             | NHL         | 61  | 4             | 6             | 10            | 30            | 13            | 0  | 2        | 2        | 15       |          |          |
| 2010–11     | St. Louis Blues           | NHL         | 65  | 7             | 22            | 29            | 69            | —             | —  | —        | —        | —        |          |          |
| 2011–12     | St. Louis Blues           | NHL         | 73  | 5             | 15            | 20            | 42            | 9             | 1  | 1        | 2        | 15       |          |          |
| 2012–13     | HC Slavia Praha           | ČHL         | 27  | 10            | 15            | 25            | 22            | —             | —  | —        | —        | —        |          |          |
| 2012–13     | St. Louis Blues           | NHL         | 48  | 8             | 11            | 19            | 35            | 6             | 0  | 3        | 3        | 0        |          |          |
| 2013–14     | St. Louis Blues           | NHL         | 61  | 9             | 24            | 33            | 72            | 6             | 0  | 3        | 3        | 4        |          |          |
| 2014–15     | Avangard Omsk             | KHL         | 53  | 10            | 28            | 38            | 51            | 4             | 1  | 1        | 2        | 0        |          |          |
| 2015–16     | Avangard Omsk             | KHL         | 44  | 18            | 16            | 34            | 22            | 2             | 0  | 2        | 2        | 0        |          |          |
| 2016–17     | Avangard Omsk             | KHL         | 41  | 9             | 21            | 30            | 103           | 12            | 3  | 7        | 10       | 16       |          |          |
| 2016–17     | St. Louis Blues           | NHL         | 1   | 1             | 0             | 1             | 0             | 11            | 2  | 4        | 6        | 2        |          |          |
| 2017–18     | St. Louis Blues           | NHL         | 81  | 11            | 20            | 31            | 50            | —             | —  | —        | —        | —        |          |          |
| 2018–19     | Buffalo Sabres            | NHL         | 69  | 5             | 8             | 13            | 26            | —             | —  | —        | —        | —        |          |          |
| 2019–20     | Buffalo Sabres            | NHL         | 16  | 1             | 2             | 3             | 4             | —             | —  | —        | —        | —        |          |          |
| 2020–21     | SC Rapperswil-Jona Lakers | NLA         | 4   | 0             | 2             | 2             | 6             | —             | —  | —        | —        | —        |          |          |
| 2020–21     | HC Sparta Praha           | ČHL         | 36  | 7             | 24            | 31            | 26            | 11            | 2  | 4        | 6        | 4        |          |          |
| 2021–22     | HC Sparta Praha           | ČHL         | 40  | 12            | 24            | 36            | 29            | 15            | 4  | 4        | 8        | 8        |          |          |
| 2022–23     | HC Sparta Praha           | ČHL         | 45  | 13            | 22            | 35            | 16            | 6             | 2  | 2        | 4        | 2        |          |          |
| 2023–24     | HC Sparta Praha           | ČHL         | 41  | 12            | 15            | 27            | 18            | 7             | 0  | 0        | 0        | 2        |          |          |
| 2024–25     | HC Sparta Praha           | ČHL         | 38  | 10            | 16            | 26            | 10            | 12            | 2  | 3        | 5        | 4        |          |          |
| ČHL celkově | ČHL celkově               | ČHL celkově | 312 | 72            | 132           | 204           | 181           | 62            | 12 | 16       | 28       | 30       |          |          |
| NHL celkově | NHL celkově               | NHL celkově | 548 | 53            | 118           | 171           | 362           | 51            | 5  | 13       | 18       | 36       |          |          |

## Reprezentace
| Rok                       | Tým                       | Soutěž                    | Z  | G | A | B  | TM |
| ------------------------- | ------------------------- | ------------------------- | -- | - | - | -- | -- |
| 2004                      | Česko 18                  | MS-18                     | 7  | 1 | 0 | 1  | 10 |
| 2005                      | Česko 18                  | MS-18                     | 7  | 1 | 0 | 1  | 10 |
| 2006                      | Česko 20                  | MSJ                       | 6  | 2 | 2 | 4  | 33 |
| 2007                      | Česko 20                  | MSJ                       | 6  | 4 | 4 | 8  | 12 |
| 2014                      | Česko                     | MS                        | 9  | 2 | 4 | 6  | 10 |
| 2015                      | Česko                     | MS                        | 10 | 4 | 0 | 4  | 4  |
| 2016                      | Česko                     | SP                        | 3  | 0 | 1 | 1  | 0  |
| 2022                      | Česko                     | OH                        | 4  | 0 | 1 | 1  | 9  |
| 2023                      | Česko                     | MS                        | 8  | 0 | 2 | 2  | 2  |
| Juniorská kariéra celkově | Juniorská kariéra celkově | Juniorská kariéra celkově | 26 | 8 | 6 | 14 | 65 |
| Seniorská kariéra celkově | Seniorská kariéra celkově | Seniorská kariéra celkově | 34 | 6 | 8 | 14 | 22 |